# Росс, Леопольдина
Леопольдина Росс Давиеш (порт. Leopoldina Ross Davyes; род. 20 июня 1976, Бисау) — бисау-гвинейская борчиха вольного стиля. Участница летних Олимпийских игр 2004 года, чемпионка Африки 2000 года.

## Биография
Леопольдина Росс родилась 20 июня 1976 года в гвинейско-бисауском городе Бисау.
Выступала в соревнованиях за борцовский клуб спортивной школы Бисау. Тренировалась под началом Алберту Перейры.
В 2000 году завоевала золотую медаль чемпионата Африки в Тунисе в весовой категории до 46 кг.
В 2003 году заняла 4-е место в весовой категории до 48 кг на чемпионате Африки в Каире и Всеафриканских играх в Абудже.
В 2004 году вошла в состав сборной Гвинеи-Бисау на летних Олимпийских играх в Афинах. В весовой категории до 48 кг в первом раунде на 2-й минуте потерпела чистое поражение от Анжелики Бертене из Франции, на 4-й минуте за явным преимуществом проиграла Цогтбазарын Энхжаргал из Монголии. Была знаменосцем сборной Гвинеи-Бисау на церемониях открытия и закрытия Олимпиады.